# Boudewijn Revis
Boudewijn Alexander Revis (Nijmegen, 21 juli 1974) is een Nederlands VVD-politicus en bestuurder. Sinds 1 oktober 2020 is hij directeur Terreinbeheer & Ontwikkeling bij Staatsbosbeheer.

## Opleiding
Revis studeerde operatiën/internationale betrekkingen aan de Koninklijke Militaire Academie en voltooide daarna een studie bestuurskunde aan de Open Universiteit, waar hij de prijs voor ‘beste scriptie’ kreeg.

## Loopbaan
Van 1995 tot 2008  werkte Revis in dienst van het ministerie van Defensie onder meer als officier bij de Koninklijke Landmacht. Hij werd tweemaal uitgezonden naar Bosnië-Herzegovina in het kader van de vredesmachten IFOR en SFOR. Daarna werd hij hoofd communicatie/campagnemanager bij het Algemeen Secretariaat van de VVD en van 2010 - 2012 directeur.
Revis was gemeenteraadslid van de gemeenteraad van Den Haag van 2008-2012 en van 2010-2012 ook fractievoorzitter van de Haagse VVD. In de periode 2012-2014 was hij wethouder Financiën en Stadsbeheer, van 2014 tot 2018 beheerde hij de portefeuilles Binnenstad, Stadsontwikkeling Kerngebieden en Buitenruimte. Vanaf 2018 is Revis verantwoordelijk voor stadsontwikkeling, wonen en Scheveningen.
Hij maakt deel uit van het bestuur van de Vereniging van Nederlandse Gemeenten. Van 2011-2015 was hij voorzitter van Scouting Nederland. Sinds 1 oktober 2020 is hij directeur Terreinbeheer & Ontwikkeling bij Staatsbosbeheer. Op 13 augustus 2020 werd Anne Mulder voorgedragen als zijn opvolger als wethouder van Den Haag. Mulder werd op 16 september 2020 geïnstalleerd en nam Revis afscheid.

## Privé
Boudewijn Revis is getrouwd en heeft twee zonen.
- International Standard Name Identifier: 0000 0003 9240 0775
- Nederlandse Thesaurus van Auteursnamen: 338027270
- Virtual International Authority File: 286408302
- WorldCat: E39PBJrm9gMbrT8YGk7Y9gVt8C